# Help (Get Me Some Help)

Help (Get Me Some Help) es una canción popularizada por el neerlandés Tony Ronald y publicada en 1971.

## Descripción
Grabada inicialmente en lengua inglesa, el mismo año de su lanzamiento fue también editada en castellano, con el título de «Help! Ayúdame». También se grabaría en alemán, francés e italiano.
La letra se refiere al grito de auxilio a un amigo para salir de los sinsabores del desamor.
En España fue un auténtico fenómeno de ventas, convirtiéndose en lo que se conoce como Canción del Verano y lanzando al intérprete al estrellato en el país, hasta el extremo de ser identificado por y asociado al tema, incluso en el momento de su muerte, más de 40 años después de la publicación. Llegó al número 1 en las listas de los más vendidos el 18 de septiembre de 1971.
El tema se alzó con el primer premio en el Festival del Atlántico, celebrado en Tenerife en 1971 y alcanzó en España el número 1 de la lista de Los 40 Principales el 12 de septiembre de 1971.
En los Países Bajos alcanzó el número 4 en las listas de ventas y en Bélgica el número 3.
Gramaticalmente, se han llegado a detectar errores en la versión castellana, por la ausencia de artículo en el párrafo Somos amigos desde niñez.

## Versiones
La banda brasileña The Fevers la grabó en portugués con el título de Vem Me Ajudar (1971). En neerlandés fue interpretado por Kalinka (Help, dan roep ik help, 1971), y en francés por Ringo (Elle, je ne veux qu'elle, 1971).
El tema fue versionado por el cantante español Daniel Diges en 2011. En 2019 fue versionada por Efecto Pasillo, en el programa de La 1 de TVE La mejor canción jamás cantada.
El tema fue parodiado por los grupos chilenos Inti-Illimani y Quilapayún, en 1973, con el título de ¡Frei, ayúdame!, con motivo de las elecciones parlamentarias de ese año.[cita requerida]
Otras versiones: 
- 1971: Help - Jack White.
- 1971: Et eneste liv - Grethe Ingmann.
- 1973: Help - Nina & Mike.
- 1973: Vėl Švieski - Nerija & Stasys Povilaitis
- 1980: Help (Get me some help) - Ottawan.
- 1988: Mooi, 't leven is mooi  - Will Tura.
- 1992: Ven, ayúdame - Cumbia Pop (con Marcela Morello como vocalista principal)
- 1994: Wonderful days - Charly Lownoise & Mental Theo (muestra).
- 1995: Wonder - DJ Cerla & Moratto.
- 1995: Help! Ayudame - Mi Banda El Mexicano.
- 2006: Wonderful days - Rave Allstars (muestra).
- 2008: Wonderful days - DJ Liberty (muestra).
- 2010: Another Day -DJ Manian
- 2011: Mooi, het leven is mooi - The Sunsets.
- 2012: Wonderful days  - Miss Montreal (muestra).
- 2012: Wonderful days  - Franky Tunes (muestra).
- 2012: Vol gas! Vol gas! Volle kracht! -  Pita Boys.